# Josep Codony Oliver
Josep Codony Oliver (nascut el 1956 a Inca, Mallorca) és un executiu i administrador de mitjans conegut per la seva implicació en el sector públic de la radiodifusió de les Illes Balears.
Amb formació en màrqueting i vendes, Codony ha ocupat importants papers en mitjans de comunicació regionals, en particular com a director general d'IB3, l'emissora pública de ràdio i televisió de les Illes Balears. Va assumir aquest càrrec per primera vegada des del novembre del 2014 fins al novembre del 2015 durant la darrera part del govern de José Ramón Bauzá i els primers mandats de Francina Armengol. Codony va tornar al càrrec el 8 d'abril de 2025, després d'una votació parlamentària recolzada pel Partit Popular (PP) i Vox.
Abans dels seus nomenaments a IB3, Codony va fundar i dirigir Televisió d'Inca, una televisió local de la seva ciutat natal, mantenint el seu càrrec de director després de la fusió amb Localia. També va ser el coordinador d'Atlas a les Illes Balears, una productora que subministra continguts informatius a Telecinco de Mediaset. Antic afiliat del PP, la trajectòria de Codony ha estat marcada per la seva experiència directiva més que no pas per la seva trajectòria periodística, un punt que han subratllat els seus partidaris durant els seus nomenaments. El seu retorn a IB3 l'any 2025, en substitució d'Albert Salas, va ser polèmic, amb els partits de l'oposició que van votar en contra de la seva candidatura, però va subratllar els seus vincles duradors amb l'esfera política conservadora.